# Stenostygnus pusio
Stenostygnus pusio is een hooiwagen uit de familie Biantidae.